# ۴۹۰ (قمری)
۴۹۰ (قمری)، چهارصد و نودمین سال در گاهشماری هجری قمری است. اول محرم این سال برابر با بیست و پنجم دسامبر سال ۱۰۹۶ میلادی است.

## وابسته
- عبدالقادر گیلانی